# Providencialismo
O providencialismo é a crença filosófica de que Deus é o verdadeiro protagonista e sujeito da história, e por isso tudo deve ser atribuído à providência divina. O homem é apenas seu objeto, um instrumento nas mãos de Deus. Este teria criado a ordem social e posicionado cada indivíduo em seu devido lugar.
O providencialismo foi frequentemente acionado em alegações das elites políticas e intelectuais europeias do século XIX em vistas de justificar o imperialismo. Alegava-se que o sofrimento causado pela colonização europeia justificava-se pela promoção do "Plano de Deus" e a expansão do cristianismo e da civilização para nações distantes.. Foi uma forma de interpretação de mudanças naturais, políticas e sociais advinda de um período em que religioso e secular não eram claramente divididos